# Davýdiv
Davýdiv (ucraniano: Дави́дів) es un municipio rural y pueblo de Ucrania, perteneciente al raión de Leópolis en la óblast de Leópolis.
En 2020, el municipio tenía una población de 20 615 habitantes, de los cuales unos cuatro mil quinientos vivían en la capital municipal homónima y el resto repartidos en veintidós pedanías. El municipio se fundó en 2016 mediante la fusión de los hasta entonces consejos rurales de Davýdiv, Výnnychky, Krotoshyn, Pásiky-Zúbrytski y Chyshky, a los que se sumaron en 2020 los de Zvenýhorod, Mykoláyiv y Staré Seló. Además de estos ocho pueblos, pertenecen al actual municipio otros quince: Cherepyn, Honcharý, Dmýtrovychi, Horishni, Berezhany, Volytsia, Sosnivka, Vidnyky, Hrýniv, Kótsuriv, Sholomyn, Hayí, Horodyslávychi, Pidsósniv y Búdkiv.
Se conoce la existencia del pueblo desde 1355, cuando se menciona en un documento de Casimiro III de Polonia. En 1415, Vladislao II Jagellón le concedió el Derecho de Magdeburgo. Estuvo en manos de familias nobles hasta el siglo XVII, cuando el señorío pasó a pertenecer al monasterio que la Orden de Predicadores tenía en Leópolis. Fue un pueblo habitado casi exclusivamente por polacos hasta 1947, cuando los habitantes locales emigraron a los Territorios Recuperados y fueron sustituidos por ucranianos procedentes del entorno de Ulhówek y Radymno. Antes de la fundación del actual municipio en 2016, Davýdiv era sede de un consejo rural en el raión de Pustómyty, que únicamente incluía como pedanía a Cherepyn.
El pueblo se ubica en la periferia suroriental de Leópolis, en la salida de la ciudad de la carretera H09 que lleva a Rohatyn.